# Co-marketing
El Co-marketing: Marketing comensal (simbiótica) es el proceso de una compañía en la que pueden vivir tanto la corporación y una sociedad, una corporación y un consumidor, el país y otro país, el ser humano y la naturaleza. El Modelo 7C Compass Model por Koichi Shimizu es un marco de Co-marketing (marketing comensal o marketing simbiótico). También el marketing de colaboración de una empresa y otra empresa, el marketing Cocreador de una empresa y los consumidores están contenidos en el Co-Marketing.

## ７Cs Compass Model
- (C1) Corporación – El núcleo de las ７C Compass Model es una corporación, mientras que el núcleo de los cuatro P son los clientes, que son los objetivos de los ataques o defensas. C-O-S (Organization, Competitor, Stakeholder): (Organización, competidor, los grupos de interés) dentro de la Corporación. La empresa tiene que pensar en el cumplimiento y en la responsabilidad que es tan importante.

- - Las cuatro C del ７C Compass Model
- Un enfoque formal a esta mezcla de marketing centrada en el cliente es conocido como las Cuatro C (Commodity (artículo Comodo), Coste, Canal, Comunicación) en las ７C Compass Model. El modelo de las cuatro C proporciona una versión centrada en la demanda / cliente, alternativa al modelo conocido de las cuatro P al lado de la oferta (Producto, Precio, Plaza o lugar, Promoción) de la gestión de marketing.

- - Producto→  Commodity (artículo Comodo)
  - Precio → Cost (Coste)
  - Lugar → Channel (Canal)
  - Promoción → Communication (Comunicación)

- (C2) Commodity (artículo Comodo) -(significado original del Latín: Commodus= comodidad): el producto para los consumidores o ciudadanos. Producto no.

- (C3) Coste -(significado original del Latín: constare que hace sacrificios): producción, venta, coste de compra y costo social.

- (C4) Canal -(significado original es un Canal): Flujo de mercancía: canales de comercialización.

- (C5) Comunicación -(significado original del Latín: Communio intercambio de sentido) : comunicación de marketing: no promover las ventas.

La brújula de los consumidores y de las circunstancias (medio ambiente) son:
- (C6) Consumidor – (la aguja de la brújula para los consumidores)

Los factores relacionados con los consumidores se pueden explicar por el primer carácter de las cuatro direcciones indicadas en el modelo de la brújula:
- - N = Needs (Necesidad)
  - W(O) = Wants (Querer)
  - S = Security (Seguridad)
  - E = Education (Educación del Consumidor)

- (C7) Las circunstancias – (aguja de brújula para las circunstancias)

Además de los consumidores, existen diversos factores ambientales externos incontrolables cercando a las empresas. En este sentido, también se puede explicar por el primer carácter del modelo de las cuatro direcciones de la brújula:
- - N = Ambiente Nacional e Internacional (Política, legal y ética)
  - W(O) = Weather ( Aclimatarse)
  - S = Social and Cultural (Social y Cultural)
  - E = Economic (Económico)

El Co-marketing (marketing colaborativo) es una práctica comercial donde las empresas cooperan con dos canales de distribución distintos, a veces incluso con la participación en los beneficios. Frecuentemente se confunde con la promoción. El Cross-marketing describe la práctica en las dos entidades individuales de las empresas intercambiando canales de comercialización para beneficio mutuo. Un nuevo producto, servicio o marca se crea aquí.